# Orthographe classique biélorusse
L'orthographe classique biélorusse, dite aussi orthographe de Tarachkievitch (biélorusse : тарашкевіца, tarachkievitsa, ou клясычны правапіс, kliassytchny pravapis), est une norme de transcription du biélorusse moderne mise au point par Branislaw Tarachkievitch en 1918. Elle a été officiellement en usage en Biélorussie jusqu’à la réforme orthographique biélorusse de 1933 (en) ; à la suite de cela, elle a été utilisée informellement par la diaspora biélorusse, n’ayant été réintroduite sur le territoire biélorusse que durant l’occupation allemande, entre 1941 et 1944. Elle est aujourd'hui en concurrence avec l'orthographe officielle biélorusse (be-tarask).
La norme est décrite par Tarachkievitch en 1918, dans sa Grammaire biélorusse pour les écoles (biélorusse : Беларуская граматыка для школ, Bielarouskaïa hramatyka dlia chkol). Le terme Tarachkievitsa, dérivé du nom de son créateur, est probablement apparu avant la Seconde Guerre mondiale. Depuis les années 1990, on lui préfère le nom d’« orthographe classique ». En 2005, elle est normalisée pour l'usage moderne par Iouras Bouchliakow (be), Vintsouk Viatchorka, Zmitsier Sanko (be) et Zmitsier Sawka (be) dans le livre L'Orthographe classique biélorusse (biélorusse : Беларускі клясычны правапіс). Cette normalisation est adoptée par d'importants médias de langue biélorusse, comme Nacha Niva ou la section biélorusse de Radio Free Europe. L'une des deux versions biélorusses de Wikipédia utilise également cette orthographe. Le 27 avril 2007, lui est attribué le code de langue IETF « be-tarask ».